# Puchverk
Puchverk je malá vesnice, část obce Hlavňovice v okrese Klatovy v Plzeňském kraji. Puchverk je také krátké údolí s osadou na říčce Pstružná.
Jméno Puchverk je nepochybně německého původu, původně označovalo technické zařízení na říčce. Údolí spojuje obec Hrádek u Sušice s obcí Kolinec. V údolí se nachází pila na zpracování dřeva, v minulém století zde byl v provozu na říčce i Schellův mlýn. V současné době má údolíčko status místní části se známou chalupou významného rakouského podnikatele zvanou „Maria“[zdroj?]. Osada nemá více než 30 obyvatel. V létě, se na loukách v okolí v ubytovacích budovách pořádají dětské tábory.

## Historie
Puchverk vznikl roku 1960 jako část obce Hlavňovice v okrese Klatovy.

## Obyvatelstvo
| Rok            | 1869 | 1880 | 1890 | 1900 | 1910 | 1921 | 1930 | 1950 | 1961 | 1970 | 1980 | 1991 | 2001 | 2011 | 2021 |
| -------------- | ---- | ---- | ---- | ---- | ---- | ---- | ---- | ---- | ---- | ---- | ---- | ---- | ---- | ---- | ---- |
| Počet obyvatel | 0    | 0    | 52   | 39   | 41   | 0    | 40   | 0    | 25   | 26   | 26   | 26   | 22   | 12   | 9    |
| Počet domů     | 0    | 0    | 8    | 7    | 7    | 8    | 7    | 0    | 0    | 6    | 5    | 6    | 6    | 6    | 6    |